# Torkel Scholander (läkare)
Torkel Scholander, född 17 juli 1925 i Oslo, död 31 januari 1992, var en svensk barn- och ungdomspsykiater.
Scholander, som var son till civilingenjör Torkel Scholander och Helga Svestad, avlade studentexamen i Oslo 1943, blev medicine kandidat vid Uppsala universitet 1946, medicine licentiat där 1952 och medicine doktor där 1962 och var docent i experimentell psykiatri vid Uppsala universitet från 1962. Han var vikarierande underläkare på Sundsvalls sanatorium 1948, på Kristinehamns lasarett 1949, tillförordnad provinsialläkare i Målilla distrikt 1950–1951, vikarierande underläkare vid medicinska avdelningen på Härnösands lasarett 1951–1952, tillförordnad provinsialläkare i Västra Torsby distrikt 1952, tillförordnad underläkare vid medicinska avdelningen på Härnösands lasarett 1952–1954 och vid barnkliniken på Akademiska sjukhuset 1955. Han var förste underläkare vid psykiatriska kliniken på Akademiska sjukhuset 1956, vid barnpsykiatriska kliniken 1957–1958, biträdande läkare inom den psykiska barna- och ungdomsvården i Uppsala län 1959–1961, biträdande överläkare vid barnpsykiatriska kliniken på Akademiska sjukhuset 1961–1962, associate professor vid University of Kentucky 1962–1963 samt blev överläkare vid barn- och ungdomspsykiatriska kliniken på Regionsjukhuset i Linköping från 1964, vid motsvarande klinik på Lunds lasarett 1976. Han författade skrifter i psykofysiologi och psykiatri.